# Higurashi no Naku Koro ni
Higurashi no Naku Koro ni (яп. ひぐらしのなく頃に, англ. Higurashi When They Cry, укр. Коли плачуть цикади) — візуальна новела, а також аніме та манґа на основі його сюжету.

## Візуальний роман
Візуальний роман був розроблений доджінші-гуртком 07th Expansion. Перші дві частини циклу When They Cry випускалися на Комікетах у період з 2002 по 2006 рік. Починаючи з 2007 року, компаніями Alchemist, Kaga Create та Entergram було здійснено професійне видання портованих версій гри на різні ігрові приставки, а у 2015 MangaGamer було здійснено випуск гри в сервісі Steam.
Візуальний роман складається з окремих сюжетних арок, іменованих «главами», що оповідають про події 1983 року в японському селі Хінамідзава, що стала місцем серії загадкових вбивств, які одержали назву «прокляття Ояшіро-сама». Сценарій гри був написаний автором із псевдонімом Рюкіші07, що надихнувся прикладом іншого аматорського візуального роману — Tsukihime.
Higurashi no Naku Koro ni стала однією з трьох найбільш прибуткових аматорських ігор Японії та увійшла до рейтингу найпопулярніших ігор жанру. Внаслідок цієї популярності село Шіракава, прототип Хінамідзави, стало об'єктом аніме-туризму з боку фанатів франшизи, які називали цей маршрут «паломництвом». Продукцію Higurashi no Naku Koro ni також було загалом позитивно прийнято критиками.
Сюжет гри неодноразово адаптувався до інших форматів.

## Адаптації
З 2005 по 2012 рік було випущено вісім радіопостановок за матеріалами основних розділів візуального роману, озвучених професійними сейю.
У 2006 та 2007 роках на різних телеканалах Японії транслювався розбитий на два сезони аніме-серіал режисера Studio Deen Чіакі Кон, показ якого переривався через звинувачення з боку різних ЗМІ у провокуванні злочинів серед молоді.
З 2005 по 2011 рік у журналах компаній Square Enix та Kadokawa Shoten здійснювалася публікація манґаа-адаптацій гри, підготовлених різними ілюстраторами. З 2007 по 2009 рік у видавництві Kodansha була опублікована в 17 томах новелізація гри у формат ранобе.
Крім цього, у 2008 та 2016 році були випущені нові екранізації візуального роману — повнометражні фільми та дорама.
У 2020 році відбувся випуск аніме-серіалу Higurashi no Naku Koro ni Go, підготовленого студією Passione. У 2021 році вийшло продовження — Higurashi no Naku Koro ni Sotsu.

### Синопсис аніме
Історія розповідає про маленьке село Хінамідзава. Перший епізод розпочинається у липні 58-го року епохи Шьова (1983 рік, за григоріанським календарем). Головний персонаж першого сезону (також відомого під назвою «Арки питань» («Question Arcs») — Маебара Кейчі переїжджає до Хінамідзави з міста і майже одразу попадає у коловорот селянських подій. Населення села настільки маленьке, що у місцевій школі є лише один клас, у якому вчаться діти різного віку.
Але у Хінамідзаві, як виявляється, є страшний секрет. Кожну ніч на фестиваль Ватанаґаші когось вбивають, а хтось безслідно зникає. За чутками, це все пов'язано з прокляттям місцевого бога (камі) Ояшіро-сама, але ніхто не говорить про це вголос. Події складаються так, що наступною жертвою прокляття стане Кейчі. Увесь перший сезон аніме залишає надзвичайно велику кількість питань і майже нічого не пояснюється. Найголовніше питання кожної арки — хто помре наступним?
Всупереч милим обличчям героїнь і добрим зав'язкам майже кожної арки, «В час, коли плачуть цикади» є одним з найжорстокіших і найбільш лячних аніме.

## Персонажі
- Маебара Кейчі
- Рюґу Рена[ком. 2]
- Сонодзакі Міон
- Ходжьо Сатоко
- Фуруде Ріка
- Томітаке Джіро
- Такано Мійо
- Ооіші Кураудо
- Сонодзакі Шіон
- Ходжьо Сатоші